# Seaside (Californie)
Pour les articles homonymes, voir Seaside.
Seaside est une municipalité américaine du comté de Monterey, en Californie. Au recensement de 2010, Seaside comptait 33 025 habitants.

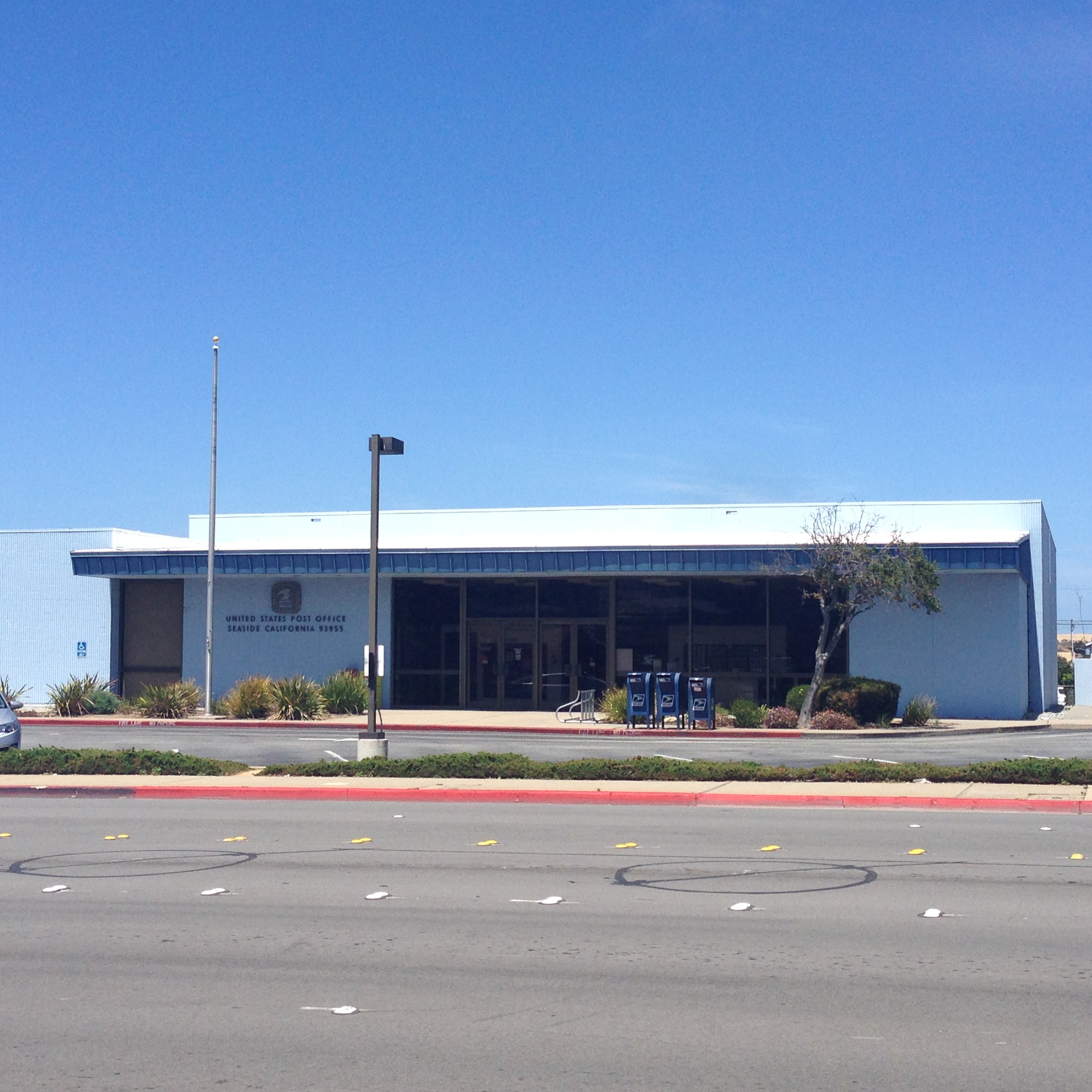
Bureau de poste à Seaside

## Démographie
| 1960   | 1970   | 1980   | 1990   | 2000   | 2010   |
| ------ | ------ | ------ | ------ | ------ | ------ |
| 19 353 | 36 883 | 36 567 | 38 901 | 31 696 | 33 025 |

| 2020   | - | - | - | - | - |
| ------ | - | - | - | - | - |
| 32 384 | - | - | - | - | - |